# Harsjön, Hälsingland
Harsjön är en sjö i Nordanstigs kommun i Hälsingland och ingår i Harmångersåns huvudavrinningsområde. Sjön är 10 meter djup, har en yta på 2,06 kvadratkilometer och är belägen 20 meter över havet. Sjön avvattnas av vattendraget Harsjöbäcken (Vattlångsån).

## Delavrinningsområde
Harsjön ingår i det delavrinningsområde (686465-157392) som SMHI kallar för Utloppet av Harsjön. Medelhöjden är 42 meter över havet och ytan är 9,78 kvadratkilometer. Räknas de 8 avrinningsområdena uppströms in blir den ackumulerade arean 98,6 kvadratkilometer. Harsjöbäcken (Vattlångsån) som avvattnar avrinningsområdet har biflödesordning 2, vilket innebär att vattnet flödar genom totalt 2 vattendrag innan det når havet efter 6,8 kilometer. Avrinningsområdet består mestadels av skog (68 procent). Avrinningsområdet har 2,06 kvadratkilometer vattenytor vilket ger det en sjöprocent på 21,1 procent.